# Hakkie Holdert
Henri (Hakkie) Holdert (Amsterdam, 7 april 1907 – Caracas, 23 juni 1988) was een Nederlands nationaalsocialist.

## Biografie
Holdert was de zoon van Hak Holdert. De tirannieke aard van deze laatste was geen stimulerende factor geweest in de opvoeding van zijn zoon: Hakkie werd van de ene school naar de andere gestuurd en studeerde enige tijd in Parijs. In 1931 gaf zijn vader hem een plaats in zijn bedrijf, De Telegraaf - op het schamele maandsalaris van f 75 (omgerekend naar de waarde in 2005 is dit: € 545). Onder de harde opvoeding van zijn vader groeide Hakkie, van zichzelf al niet begiftigd met een sterk karakter, uit tot een recalcitrant mens met sympathie voor het nationaalsocialisme. In 1933 sloot hij zich aan bij de Nationaal-Socialistische Beweging (NSB) van Anton Mussert. Hier ontstond een vriendschap met ir. C.J. Huygen, de latere secretaris-generaal van de NSB.
In juni 1940 bracht hij zijn vader in contact met Huygen. Dit contact leidde uiteindelijk tot de financiële ondersteuning door Holdert sr. van de NSB. In het voorjaar van 1941 nam Hakkie Holdert dienst bij de Waffen-SS en vertrok hij naar het oostfront. Op verzoek van diens ouders (en vooral zijn moeder) heeft Huygen in de periode najaar 1941 - voorjaar 1942 alles in het werk gesteld om Holdert jr. naar Nederland terug te halen. Huygen wist van Hanns Albin Rauter gedaan te krijgen dat Hakkie ontslagen werd uit actieve SS-dienst, maar deze trok zich daar niets van aan en weigerde naar Nederland terug te keren. Pas een half jaar later lukte het Huygen om Holdert jr. naar Nederland te brengen, maar uitsluitend omdat deze zwaargewond in een Duits lazaret lag en zich niet kon verzetten. Na enkele maanden van herstel werd hij door zijn vader tot directeur van de NV Drukkerij Elsevier benoemd en kreeg hij de zakelijke leiding van De Telegraaf, die na de liquidatie van de NV door Elsevier werd uitgegeven. Na oktober 1944 kreeg Hakkie Holdert de volledige leiding van De Telegraaf.
Na de oorlog veroordeelde de Commissie voor de Perszuivering Holdert tot de maximale straf van twintig jaar ontzetting uit het krantenbedrijf. Door de Bijzondere rechtspleging werd Holdert op 31 oktober 1949 veroordeeld tot twaalf jaar gevangenisstraf, onder meer omdat hij een anti-Duitse Telegraaf-medewerker had aangegeven bij de SD. Daarnaast werd zijn vermogen door de Staat der Nederlanden geconfisqueerd.
Henri Holdert stierf in juni 1988 op 81-jarige leeftijd, na een tijd van ziekte, te Caracas, hoofdstad van Venezuela. 